# San Fernando (departement)
San Fernando is een departement in de Argentijnse provincie Chaco. Het departement (Spaans:  departamento) heeft een oppervlakte van 3.489 km² en telt 365.637 inwoners.

## Plaatsen in departement San Fernando
- Barranqueras
- Basail
- Fontana
- Puerto Vilelas
- Resistencia